# Pobre juventud
Pobre juventud é uma telenovela mexicana, produzida pela Televisa e exibida em 1986 pelo El Canal de las Estrellas.

## Elenco
- Gabriela Roel - Rosario
- Jaime Moreno - Eduardo de la Peña
- Alberto Mayagoitia - Jorge / Miguel de la Peña
- Patricia Pereyra - Alejandra
- Roberto Ballesteros - Néstor de la Peña
- Antonio Brillas - Matías
- Raúl Buenfil - Ponchado
- Lolita Cortés - Rebeca
- Ernesto Laguardia - Sergio "Muelas"
- Sebastián Ligarde - Freddy
- Irma Lozano - Josefina
- Bertha Moss - Eugenia de la Peña
- Guillermo Murray - Pablo
- René Muñoz - Anselmo
- Eugenia Avendaño - Magdalena
- Liliana Weimer - Rosina
- Manuel Guizar - Antonio
- Ana María Aguirre - Marina
- Mario García Gonzalez - Evaristo
- Moreno López - Higinio
- Arturo Lorca - Luis
- Mauricio Ferrari - Gustavo
- Eduardo Díaz Reyna - Flores
- Victor Vera - Teniente Verane
- Nailea Norvind - Gaby
- Mapy Cortés - Gabriela
- Luz Elena Silva - Martha
- Meche Barba - Elvira
- Ada Carrasco - Filomena
- Aurora Alonso - Casilda
- Maritza Olivares - Lupita
- Wally Barrón - Remigio
- Claudia Herfer - Chelito
- Gloria Alicia Inclán - Teresa
- Agustín López Zavala - Dr. Alberto Junquera
- Jorge Santos - Carlos
- Erika Magnus
- Chayanne - Rafael "El Ruso"
- Raúl Boxer - El Chino
- Ezequiel Ojeda Vázquez -

## Prêmios e indicações

### TVyNovelas
| Categoria                 | Indicado(a)        | Resultado |
| ------------------------- | ------------------ | --------- |
| Melhor atriz protagonista | Irma Lozano        | Indicado  |
| Melhor atriz juvenil      | Patricia Pereyra   | Indicado  |
| Melhor ator juvenil       | Alberto Mayagoitia | Venceu    |
| Melhor ator juvenil       | Raúl Buenfil       | Indicado  |